# 1077 هـ
1077 هـ هي سنة في التقويم الهجري امتدت مقابلةً في التقويم الميلادي بين سنتي 1666 و1667.

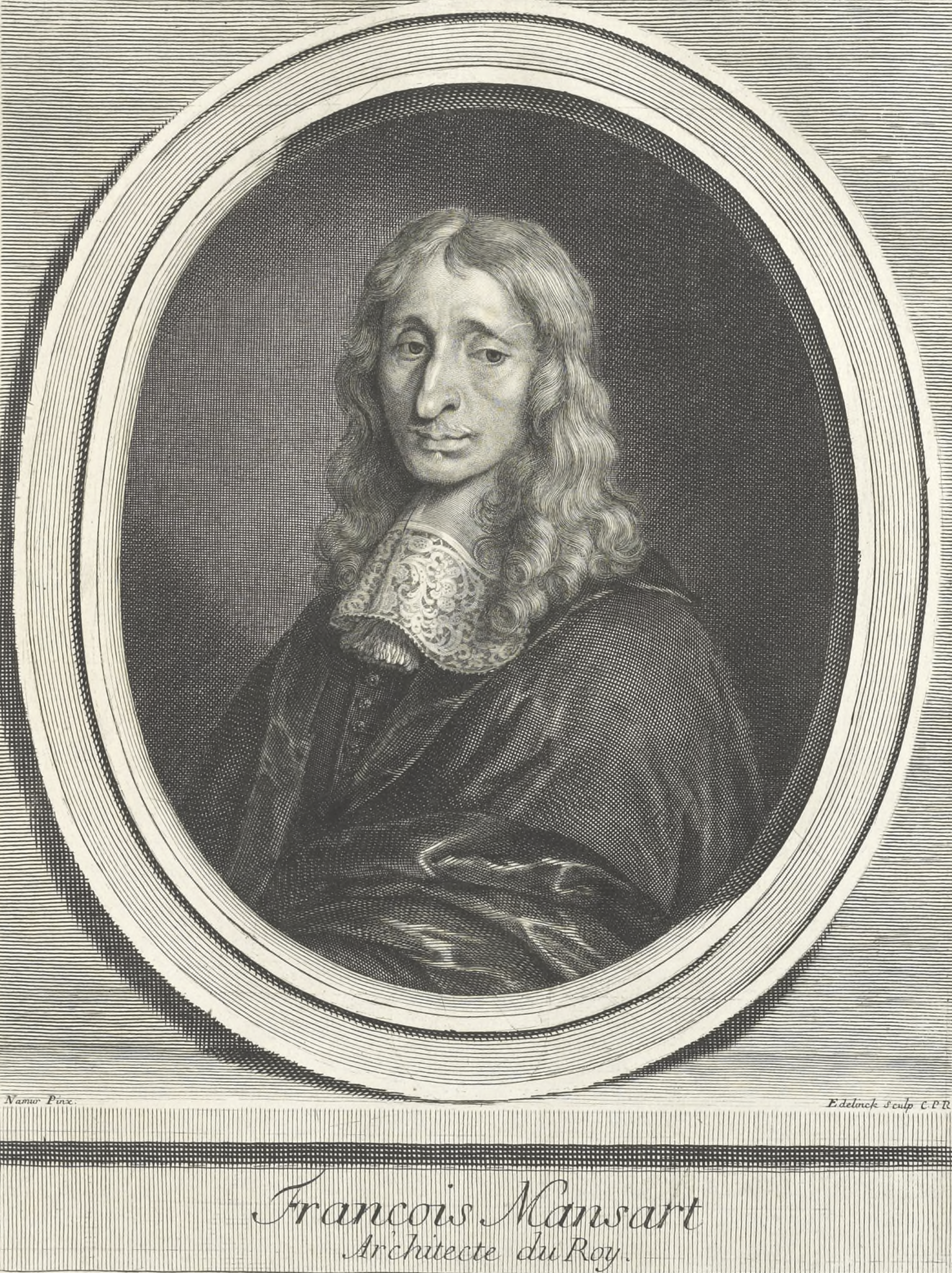
فرانسوا مانسار

## وفيات
- شمس الدين البابلي
- فرانسوا مانسار
- الجرموزي